# Seefestspiele Mörbisch

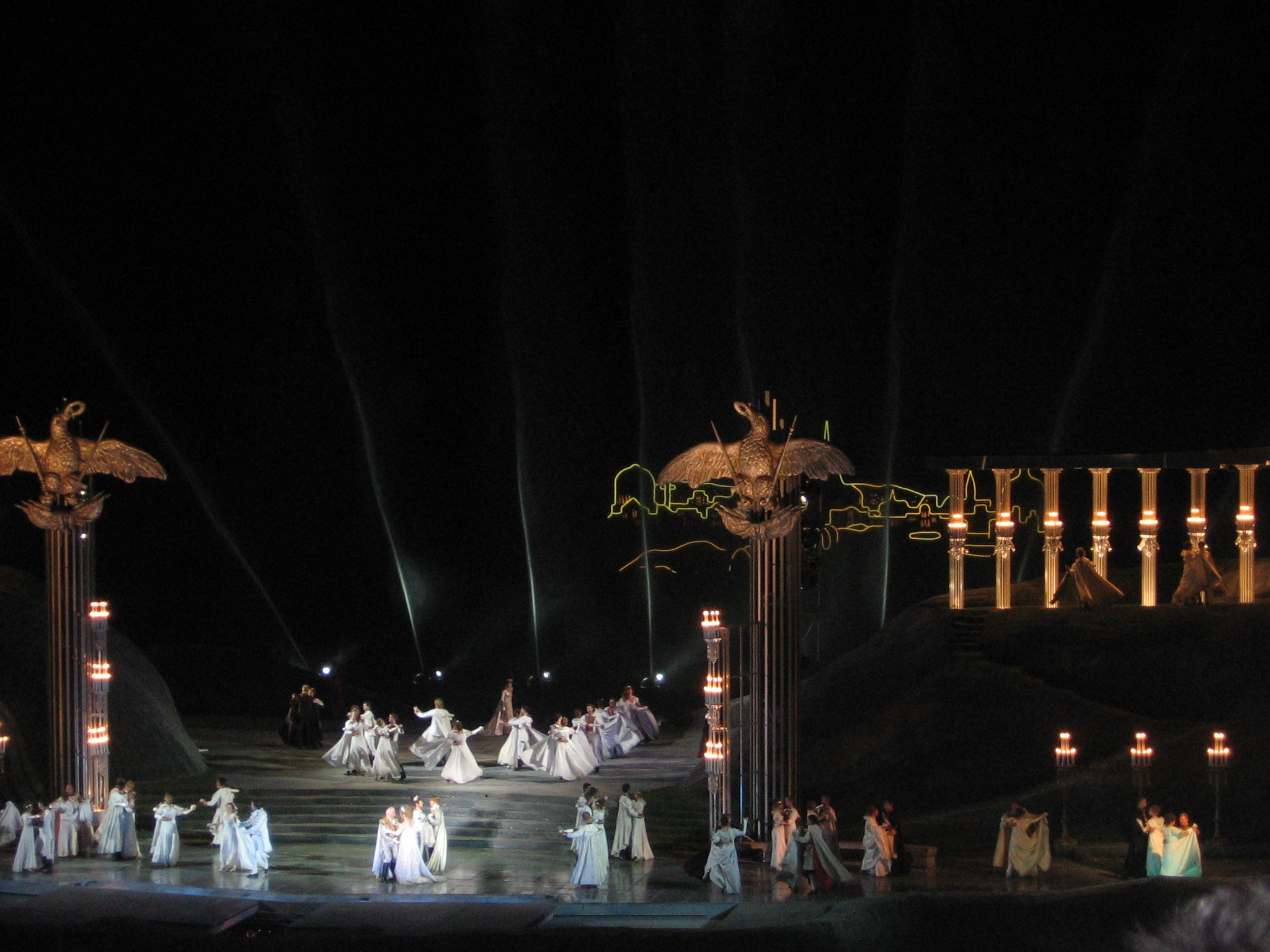
Představení operety Vídeňská krev, 2007

Seefestspiele Mörbisch je rakouský letní operetní festival. Koná se v měsících červenec a srpen v amfiteátru městečka Mörbisch am See. To se nachází u Neziderského jezera, asi sedmdesát kilometrů jižně od Bratislavy, při rakousko-maďarských hranicích.
Festival je nejvýznamnějším operetním festivalem a proto je Mörbisch nazýván „Mekkou operety“. Na festivalu se každoročně vystřídá asi 200 000 diváků.
Samotný amfiteátr se nachází na břehu jezera, přičemž jeviště je umělým poloostrovem s hladinou jezera v pozadí. Kapacita amfiteátru činí přibližně 6000 míst.

## Vznik festivalu
Nápad zorganizovat operetní festival pod otevřeným nebem dostali v roce 1955 manželé Herbert a Gisela Alsenovi, během své dovolené v Mörbischi. První festival zorganizovali v roce 1957 představením operety Cikánský baron. Původní kapacita amfiteátru byla 1200 míst, v roce 1959 byl rozšířen na 3000 míst a od roku 2000 má kapacitu až 6000 míst.

### Představení operet od roku 2000
- 2000 – Cikánský baron, Johann Strauss mladší
- 2001 – Země úsměvů, Franz Lehár
- 2002 – Čardášová princezna, Emmerich Kálmán
- 2003 – Giuditta, Franz Lehár
- 2004 – Hraběnka Marica, Emmerich Kálmán
- 2005 – Veselá vdova, Franz Lehár
- 2006 – Hrabě Luxemburg, Franz Lehár
- 2007 – Vídeňská krev, Johann Strauss mladší; oslava 50. výročí konání festivalu
- 2008 – U bílého koníčka, Ralph Benatzky
- 2009 – My Fair Lady, Frederick Loewe
- 2010 – Carevič, Franz Lehár
- 2011 – Cikánský baron, Johann Strauss mladší
- 2012 – Netopýr, Johann Strauss mladší
- 2013 – Žebravý student, Carl Millöcker
- 2014 – Anatevka, Jerry Bock
- 2015 – Noc v Benátkách, Johann Strauss mladší
- 2016 – Viktória a jej husár, Paul Abraham
- 2017 – Ptáčník, Carl Zeller
- 2018 – Hraběnka Marica, Emmerich Kálmán